# Haplogruppe I (mtDNA)
Die Haplogruppe I ist in der Humangenetik eine Haplogruppe der Mitochondrien (mtDNA).
Haplogruppe I ist in ganz Europa und auch im Nahen Osten verbreitet. Es wird davon ausgegangen, dass sie irgendwo in Eurasien vor etwa 30.000 Jahre entstand und eine der ersten Haplogruppen auf dem Weg nach Europa war.
Vorfahr dieser Haplogruppe war Haplogruppe N (mtDNA).

## Stammbaum
Dieser phylogenetische Stammbaum der Subgruppen von Haplogruppe I basiert auf einer Veröffentlichung von Mannis van Oven und Manfred Kayser und anschließender wissenschaftlicher Forschung.
- N1e'I
  - I
    - I1
      - I1a
        - I1a1

      - I1b

    - I2
      - I2a

    - I3
    - I4
    - I5
      - I5a
        - I5a1